# Costaricavaktelduva
Costaricavaktelduva (Zentrygon costaricensis) är en fågel i familjen duvor inom ordningen duvfåglar.

## Utseende
Costaricavaktelduvan är en knubbig och relativt färgglad duva jämfört med andra vaktelduvor. Kroppen är gråaktig, vingarna är djupt vinröda och nacken har en grönglänsande anstrykning. Liksom många vaktelduvor är ansiktet vitare med ett mörkt mustaschstreck, men notera den beigefärgade pannan som gett arten dess namn på engelska, Buff-fronted Quail-Dove. Benen är skärröda.

## Utbredning och systematik
Fågeln återfinns i regnskog i Costa Rica och västra Panama. Den behandlas som monotypisk, det vill säga att den inte delas in i några underarter. Tidigare placerades den i släktet Geotrygon men genetiska studier visar att den står närmare exempelvis Zenaida. 

## Levnadssätt
Costaricavaktelduvan hittas i skogsområden. Liksom andra vaktelduvor håller den vanligen till på marken, utom om den skräms upp då den tar flykten till lägre delarna av träden. Den observeras lättast under gryning och skymning utmed stigar.

## Status och hot
Arten har ett stort utbredningsområde, men tros minska i antal, dock inte tillräckligt kraftigt för att den ska betraktas som hotad. Internationella naturvårdsunionen IUCN listar arten som livskraftig (LC). 
Beståndet uppskattas till i storleksordningen 20 000 till 50 000 vuxna individer.